# Catherine Soullie
Catherine Soullie (ur. 18 lipca 1954 w Aigrefeuille-d’Aunis) – francuska polityk, działaczka społeczna, posłanka do Parlamentu Europejskiego VII kadencji.

## Życiorys
Wiele lat zajmowała się prowadzeniem domu rodzinnego. Jednocześnie zaangażowała się w działalność społeczną w ramach licznych organizacji społecznych, m.in. mających na celu ochronę praw zwierząt i propagowanie patriotyzmu. W 2001 objęła stanowisko zastępcy mera Olivet ds. kultury.
W wyborach w 2009 kandydowała z czwartego miejsca na liście Unii na rzecz Ruchu Ludowego i jej koalicjantów w małym, liczącym pięć mandatów okręgu wyborczym. Dobry wynik bloku prezydenckiego przyniósł mu trzy mandaty, z których trzeci (po rezygnacji Brice’a Hortefeux) przypadł właśnie Catherine Soullie.
W PE VII kadencji przystąpiła do grupy Europejskiej Partii Ludowej, została też członkinią Komisji Ochrony Środowiska Naturalnego, Zdrowia Publicznego i Bezpieczeństwa Żywności. Mandat wykonywała do 2011, kiedy to na jego objęcie zdecydował się odwołany z krajowego rządu Brice Hortefeux.